# 鷹崎和宣
鷹崎 和宣（たかさき かずのり、8月3日）は、日本の男性声優。趣味：バイク。大阪府出身。フリーランス。以前はエーエス企画に所属していた。
クリエイティブ集団trippiで、整音・録音など音響に関わる部分でクリエイターとしても活動している。

## 主な出演作品

### 吹き替え
- おとぼけスティーブンス一家
- 気分はぐるぐる
- ニュージーズ
- バビロン5
- ヤング・スーパーマン

### ナレーション
- アメリカンエアショー Vol.1 オシアナエアショーハイライト
- 百里基地航空祭2004・MCAS岩国フレンドシップデイ航空ショー

### その他
- インターネットブック これ以上やさしく書けない金融の教科書